# Wrzosy (gmina Przystajń)
Wrzosy – wieś w Polsce położona w województwie śląskim, w powiecie kłobuckim, w gminie Przystajń.
| SIMC    | Nazwa | Rodzaj     |
| ------- | ----- | ---------- |
| 0143981 | Hajda | przysiółek |

W latach 1975–1998 miejscowość należała administracyjnie do województwa częstochowskiego.